# Confederados (Brasil)
Confederados é o nome dado para expatriados confederados, todos sulistas brancos (junto com seus escravos negros), que fugiram do sul dos Estados Unidos durante a Reconstrução, e seus descendentes brasileiros. Eles foram atraídos para o Brasil por ofertas de terras baratas do Imperador Dom Pedro II, que esperava adquirir experiência no cultivo do algodão.
Estima-se que até 20 mil confederados americanos imigraram para o Império do Brasil vindos do Sul dos Estados Unidos após a Guerra Civil Americana . Inicialmente, a maioria se estabeleceu no atual estado de São Paulo, onde fundaram a cidade de Americana, que já fez parte da cidade vizinha de Santa Bárbara d'Oeste. Os descendentes de outros confederados seriam posteriormente encontrados em todo o Brasil.
O centro da cultura confederada é o Cemitério do Campo, em Santa Bárbara d'Oeste, onde foram sepultados a maior parte dos confederados originais da região. Por causa de sua religião protestante, eles não podiam ser enterrados em cemitério católico, então criaram seu próprio cemitério, o primeiro cemitério não-católico e não-indígena do Brasil. A comunidade confederada também criou um Museu da Imigração em Santa Bárbara d'Oeste para apresentar a história da imigração brasileira e destacar seus benefícios para a nação.
Os descendentes ainda promovem uma ligação com a sua história através da Fraternidade dos Descendentes Americanos, uma organização dedicada a preservar a cultura mista única. Os Confederados também realizam uma festa anual, chamada Festa Confederada, que serve para custear o Cemitério do Campo. O festival é marcado por bandeiras confederadas, vestimentas tradicionais de uniformes e saias confederadas, comida do Sul dos Estados Unidos com um toque brasileiro, danças e músicas populares no Sul dos Estados Unidos durante o período Antebellum.

## História

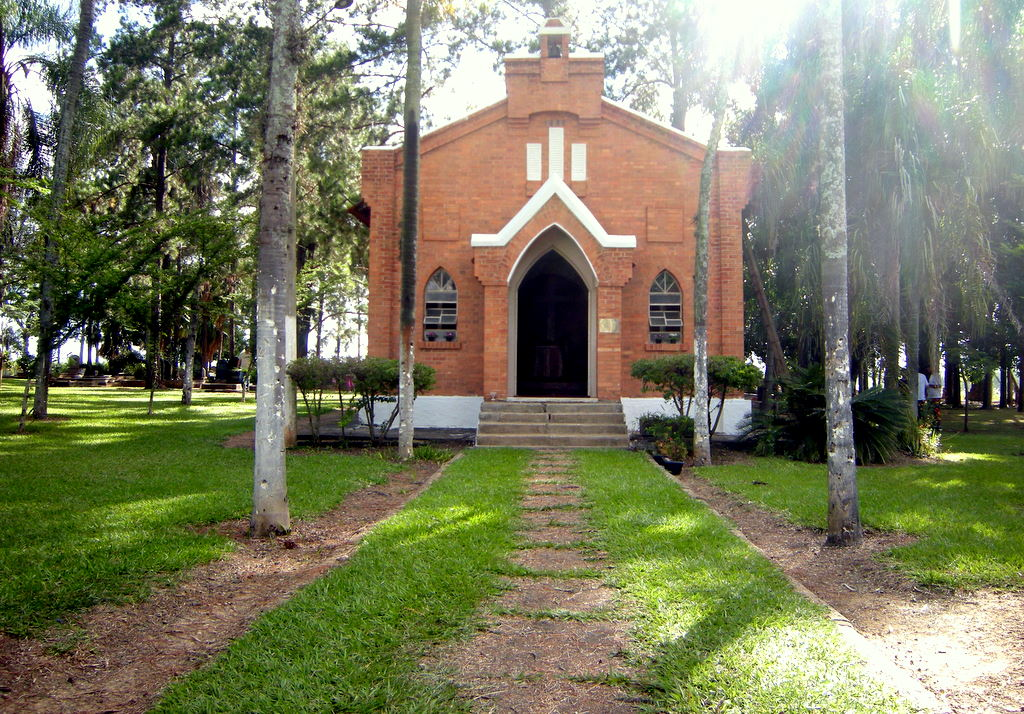
Capela de Santa Bárbara d'Oeste construída por expatriados confederados

Após a guerra, muitos proprietários confederados não estavam dispostos a viver de acordo com as novas regras impostas pela vitória da União e pelas mudanças constitucionais que se seguiram: o fim da escravidão, um novo regime de trabalho e a perda de poder político que veio com o sufrágio afro-americano. Acostumados a cultivar algodão com o trabalho de pessoas escravizadas, alguns procuraram em outro lugar do Hemisfério Ocidental um lugar onde sua antiga vida pudesse continuar.
"Muitas pessoas que, por longos hábitos e teorias acalentadas, tornaram-se fortemente apegadas à instituição da escravidão africana, imaginam que no Brasil encontrarão uma oportunidade para o uso permanente desse sistema de trabalho - o Brasil e as possessões espanholas sendo o apenas duas comunidades escravistas permanecem no mundo civilizado”, 

 – Daily Picayune, New Orleans, Setembro de 1865. 
O Imperador Dom Pedro II viu uma oportunidade na perturbação económica no sul dos Estados Unidos e esperava aumentar a sua produção de algodão para exportação para os teares de Inglaterra e França, que há muito dependiam do Extremo Sul. O Imperador incentivou a imigração de plantadores de algodão da antiga Confederação para permitir essa expansão. 

### Imigração para o Brasil
Antes mesmo do fim da guerra, em 1865, já se falava em imigrar para o Brasil, mas muito pouco se sabia sobre este país. Após o fim da guerra, houve um tal renascimento da questão que várias empresas de emigração foram formadas.  Representantes foram enviados ao Brasil para verificar as terras, o clima e as instalações oferecidas pelo imperador.  A imigração de norte-americanos para o Brasil originou a celebração identitária que remete à Guerra da Secessão e se estende por mais de um século.
Em novembro de 1865, o estado da Carolina do Sul formou uma sociedade de colonização e enviou o Major Robert Meriwether e o Dr. H.A. Shaw, entre outros, ao Brasil para investigar a possibilidade de estabelecer uma colônia. Na volta, publicaram uma reportagem mencionando que dois senhores já haviam comprado terras e se instalado aqui.  Os escravos eram baratos, relataram. 
Um confederado da Carolina do Sul, James McFadden Gaston, viajou extensivamente pela região central do Brasil e ao retornar aos EUA publicou um livro intitulado Hunting a Home in Brazil em 1867. O livro era um guia para aspirantes a colonizadores e afirmava na introdução: “Todos os requisitos para um lar desejável foram encontrados no Brasil”. 
Muitos sulistas que aceitaram a oferta do Imperador perderam as suas quintas e casas durante a guerra, não estavam dispostos a viver sob ocupação pelas tropas federais durante a Reconstrução, ou simplesmente não esperavam uma melhoria na situação económica do Sul num futuro próximo. Além disso, o Brasil não proibiria a escravidão até 1888. Os Confederados foram o primeiro grupo protestante organizado a se estabelecer no Brasil. 

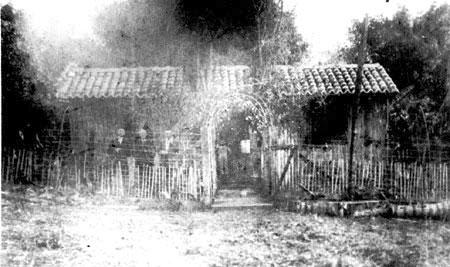
Casa da primeira família confederada de expatriados em Villa Americana

### São Paulo

#### Americana e Santa Bárbara d'Oeste
Em 27 de dezembro de 1865, o coronel e senador William Hutchinson Norris, do Alabama, desembarcou no porto do Rio de Janeiro. Em 1866, William e seu filho Robert Norris escalaram a Serra do Mar, pararam em São Paulo e especularam sobre terras. Foi-lhes oferecido gratuitamente um terreno no que hoje é o bairro do Brás, mas ele não aceitou porque era pantanoso. Também lhes foi oferecido o terreno onde hoje fica São Caetano do Sul, e eles recusaram pelo mesmo motivo. Eles decidiram ir para Campinas, mas na época a ferrovia passava apenas 10 milhas além de São Paulo enquanto Campinas fica 35 milhas adiante, então os Norris compraram um carro de boi e seguiram para Campinas. Demorou 15 dias para chegar à cidade, e lá permaneceram por um tempo em busca de terras, até que avistaram a planície que se estendia de Campinas até Vila Nova da Constituição, atual Piracicaba. 

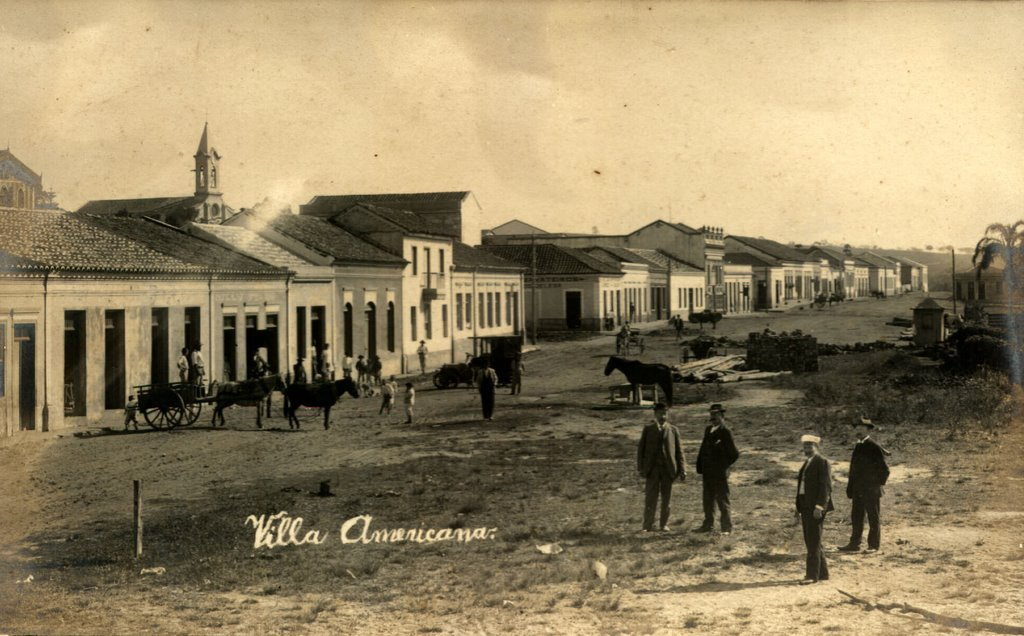
Vila Americana em 1906

Os Norris compraram terras da sesmaria Domingos da Costa Machado e se estabeleceram às margens do Ribeirão Quilombo, na época pertencente ao município de Santa Bárbara d'Oeste, hoje cidade de Americana. Ao chegar, o Coronel Norris passou a ministrar cursos práticos de agricultura para agricultores da região, interessados no cultivo do algodão e em novas técnicas agrícolas. O arado que trouxe dos Estados Unidos causou tanta sensação e curiosidade que, em pouco tempo, tinham uma escola agrícola prática, com muitos alunos que lhe pagavam pelo privilégio de aprender e ainda cultivar as suas hortas. O Coronel escreveu à família dizendo que só com isso havia ganhado US$ 5 mil. Em meados de 1867, chegou o resto da família, acompanhado de muitos parentes.  Muitos confederados além de Norris tornaram-se conhecidos pela educação agrícola e pela melhoria da produtividade do algodão. 
Inúmeras fazendas foram fundadas por imigrantes vindos dos Estados Unidos, comemoradas hoje no Museu da Imigração de Santa Bárbara d'Oeste.  O cultivo e o processamento do algodão foram significativos. Estabeleceram um intenso comércio, notadamente a partir de 1875, com a chegada da ferrovia e a instalação da Estação Santa Bárbara pela Companhia Paulista de Estradas de Ferro. Devido à presença constante desses imigrantes, o povoado que se formou nas proximidades da Estação ficou conhecido como "Vila dos Americanos", ou "Vila Americana", e deu origem à atual cidade de Americana. 
Data também deste período a instalação da fábrica Carioba do engenheiro norte-americano Clement Willmot e associados brasileiros, localizada a um quilômetro da estação ferroviária. A manufatura desempenhou um papel muito importante na fundação e no desenvolvimento de Americana. A educação das crianças era uma das prioridades das famílias americanas, que montaram escolas nas propriedades e contrataram professores dos Estados Unidos. Os métodos de ensino desenvolvidos por professores americanos  mostraram-se tão eficientes que foram posteriormente adotados pelo ensino oficial brasileiro. 
Os serviços religiosos eram celebrados nas propriedades por pastores que se deslocavam entre diversas propriedades e os vários centros da diáspora americana. Em 1895 surgiu a primeira Igreja Presbiteriana foi fundada na vila de Estação. Devido à proibição de enterrar pessoas de outras religiões nos cemitérios das cidades administradas pela Igreja Católica, os imigrantes americanos começaram a enterrar seus mortos perto da casa da fazenda. Este cemitério ficou conhecido como Cemitério do Campo, atualmente ponto turístico da cidade de Santa Bárbara d'Oeste. Ainda hoje os descendentes de famílias americanas estão enterrados lá. É neste local que os descendentes se reúnem periodicamente para cerimónias religiosas e festas em torno da capela do século XIX. 

### Amazonas

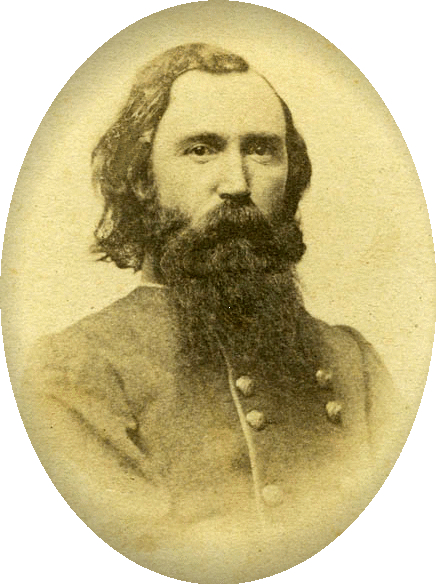
O Coronel Archibald Dobbins mudou-se para Santarém em 1867.

Jason Williams Stone, um imigrante americano de ascendência britânica de Dana, Massachusetts, Estados Unidos, mudou-se para o Brasil antes da Guerra Civil Americana, e fez fortuna como produtor de tabaco e borracha. As plantações de Stone, que tinham mais de cinco mil hectares, chamavam-se Colônia Stone e ficavam localizadas próximas à cidade de Itacoatiara, no Amazonas. Muitos de seus descendentes ainda possuem o sobrenome "Stone". São encontrados principalmente nas cidades de Manaus e Itacoatiara, no Amazonas. 

### Pará
A cidade de Santarém, no estado do Pará, recebeu uma leva de famílias expatriadas da Guerra Civil Americana ocorrida no Sul dos Estados Unidos. A primeira a desembarcar foi a família Riker. Na década de 1970, David Afton Riker publicou um livro chamado The Last Confederate in the Amazon, que narra a saga dessa migração e da vida na nova pátria. Os confederados e seus descendentes tornaram-se notáveis na vida empresarial e política da região. 
Não se sabe quantos imigrantes confederados vieram para o Brasil, mas pesquisa inédita nos registros do porto do Rio de Janeiro, de Betty Antunes de Oliveira, mostra que cerca de 20 mil cidadãos norte-americanos entraram no Brasil entre 1865 e 1885. 

## Descendentes

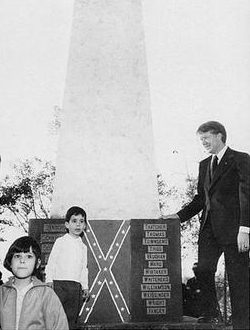
Jimmy Carter, em visita ao Brasil em 1972, está com crianças confederadas de quinta geração na base do monumento confederado em Americana.

A primeira geração de confederados permaneceu uma comunidade insular. Como é típico, na terceira geração a maioria das famílias já havia se casado com brasileiros nativos ou imigrantes de outras origens. Os descendentes confederados passaram cada vez mais a falar a língua portuguesa e a se identificarem como brasileiros. À medida que a região dos municípios de Santa Bárbara d'Oeste e Americana se tornou um pólo de produção de cana-de-açúcar e a sociedade se tornou mais móvel, os confederados mudaram-se para cidades maiores em busca de empregos nas áreas urbanas. Atualmente, apenas algumas famílias de descendentes ainda vivem em terras pertencentes aos seus antepassados. Os descendentes dos confederados estão mais espalhados pelo Brasil. Mantêm a sede da organização no Cemitério do Campo, em Santa Bárbara d'Oeste, onde também há uma capela e um memorial.
Os descendentes fazem uma conexão com sua história por meio da American Descendant Fellowship, uma organização descendente dedicada a preservar a cultura dos imigrantes. Os descendentes dos confederados também realizam uma festa anual em Santa Bárbara d'Oeste chamada "Festa Confederada", que é dedicada ao financiamento do Cemitério do Campo. Durante o festival, são usadas bandeiras e uniformes confederados, enquanto comidas e danças sul-americanas são servidas e apresentadas. Os descendentes mantêm carinho pela bandeira confederada, embora se identifiquem como plenamente brasileiros. Muitos descendentes confederados viajaram para os Estados Unidos a convite dos Sons of Confederate Veterans, uma organização de descendentes norte-americanos, para visitar campos de batalha da guerra civil, participar em reconstituições ou visitar os locais onde viveram os seus antepassados. 
A bandeira confederada no Brasil não adquiriu o mesmo simbolismo político que adquiriu nos Estados Unidos. Após a visita do então governador Jimmy Carter à região em 1972, o governo de Americana até incorporou a bandeira confederada em seu brasão (embora a maioria da população descendente de italiano a tenha removido alguns anos depois do símbolo oficial da cidade, já que os descendentes dos confederados representam agora cerca de um décimo da população da cidade). Durante sua visita ao Brasil, Carter visitou também a cidade de Santa Bárbara d'Oeste e o túmulo do tio-avô de sua esposa, Rosalynn Carter, no Cemitério do Campo. Na época, Carter observou que os descendentes confederados pareciam e pareciam exatamente com os sulistas americanos. 
Hoje, o Cemitério do Campo (e a capela e memorial nele localizados) em Santa Bárbara d'Oeste é um memorial, pois ali foram sepultados a maior parte dos imigrantes confederados originais da região. Como protestantes, foram proibidos pela Igreja Católica de enterrar os seus mortos em cemitérios locais e tiveram de estabelecer o seu próprio cemitério. A comunidade de descendentes também contribuiu para que o Museu da Imigração, também localizado em Santa Bárbara d'Oeste, apresentasse a história da imigração norte-americana para o Brasil. 
Os imigrantes americanos introduziram em seu novo lar muitos alimentos novos, como nozes, amendoins da Geórgia e melancia; novas ferramentas, como o arado de ferro e as lamparinas de querosene; inovações como a odontologia moderna, a agricultura moderna e a primeira transfusão de sangue; e as primeiras igrejas não católicas (Batista, Presbiteriana e Metodista).  Algumas comidas do Sul americano também passaram e passaram a fazer parte da cultura geral brasileira como a torta de xadrez, a torta de vinagre e o frango frito do sul. Os imigrantes também estabeleceram escolas públicas e deram educação às crianças do sexo feminino, o que era incomum no Brasil da época.
A cantora Rita Lee Jones é descendente de confederados brasileiros. Seu pai, Charles Fenley Jones, assentou na cidade de Santa Bárbara d'Oeste após a guerra de secessão, e nomeou sua filha em homenagem ao general Robert E. Lee.

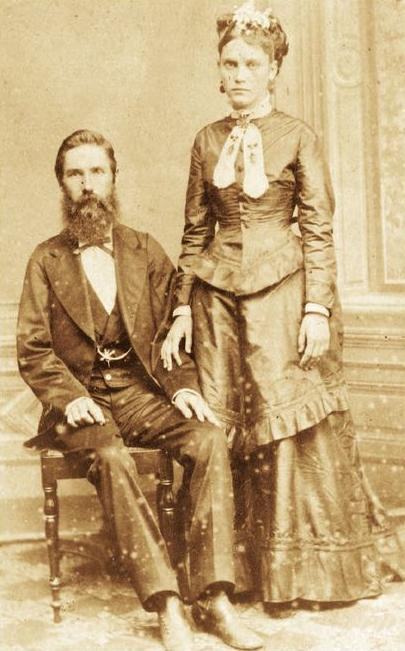
Casal de imigrantes confederados Joseph Whitaker e Isabel Norris

### Estatísticas
| Estado         | Imigrantes |
| -------------- | ---------- |
| São Paulo      | 800        |
| Espírito Santo | 400        |
| Rio de Janeiro | 200        |
| Paraná         | 200        |
| Pará           | 200        |
| Minas Gerais   | 100        |
| Bahia          | 85         |
| Pernambuco     | 85         |
| Total          | 2.070      |

Os emigrados confederados eram cerca de 20.000 sulistas, de 12 estados do sul (por exemplo, Arkansas, Alabama e Mississippi) que preferiram o sertão brasileiro à vida sob o domínio da União após a Guerra Civil. 

### Ascendência dos EUA no Brasil

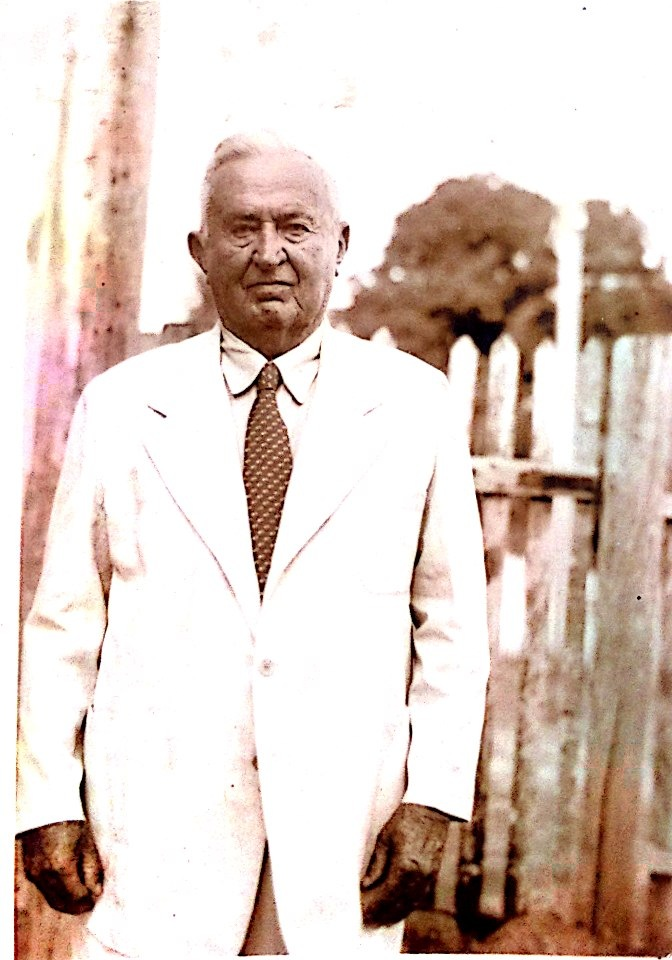
David Bowman Riker

| Estado         | Descendentes |
| -------------- | ------------ |
| São Paulo      | 100.490      |
| Espírito Santo | 50.258       |
| Rio de Janeiro | 25.220       |
| Paraná         | 25.000       |
| Pára           | 24.800       |
| Minas Gerais   | 12.610       |
| Bahia          | 10.686       |
| Pernambucano   | 10.000       |
| Total          | 260.000      |

## Na cultura popular
O professor de história da Universidade de Yale, Rollin G. Osterweis, escreveu Santarém, um romance sobre os Confederados. 

### Material de arquivo
- A Universidade de Auburn, no Alabama, mantém uma coleção especial de material relacionado à emigração confederada, incluindo correspondência, memórias, genealogias e recortes de jornais, especialmente relacionados ao Coronel Norris.